# Watanabe (Klan)

Wappen der Watanabe (Watanabe-Sterne)

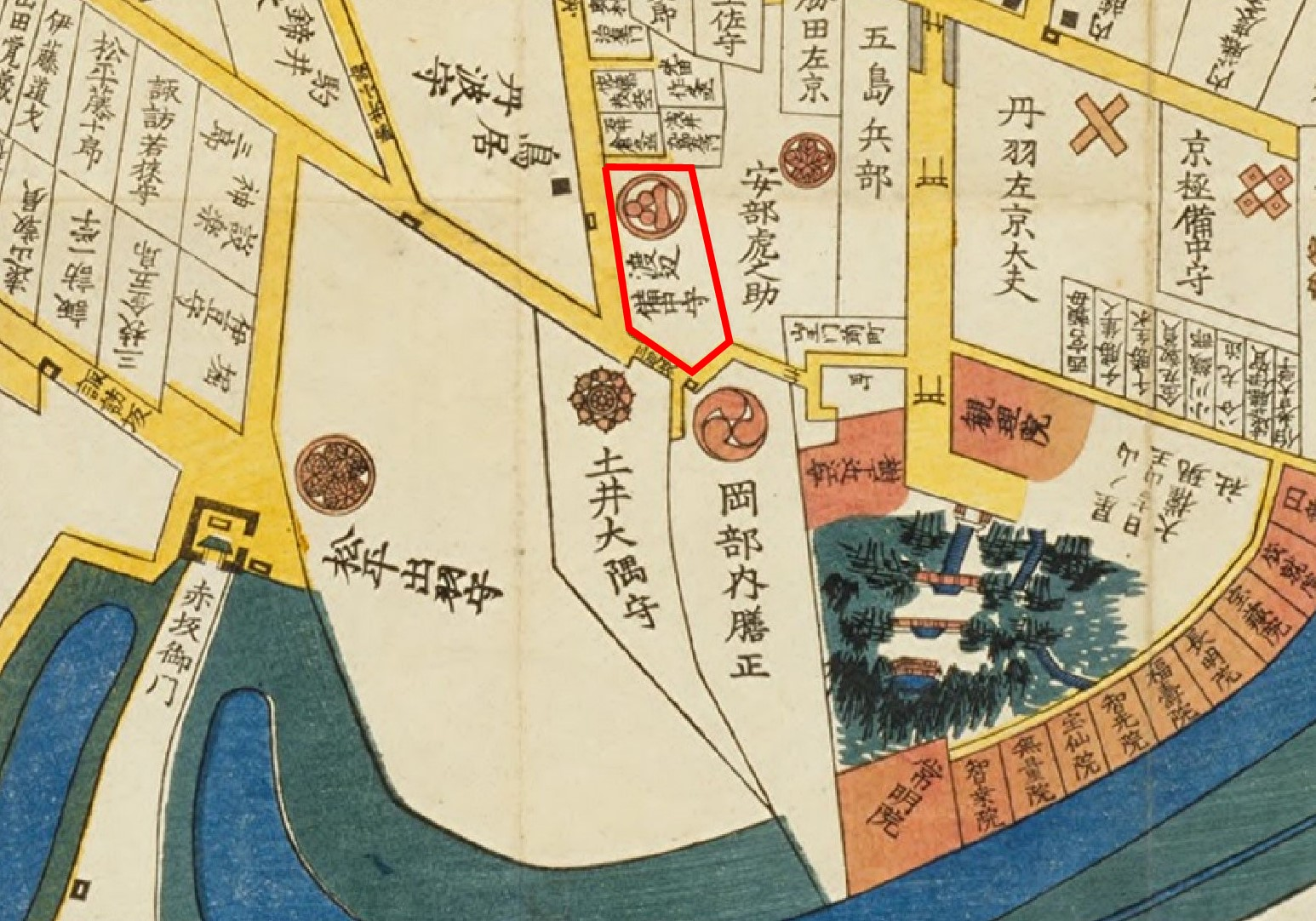
Residenz Watanabe in Edo

Die Watanabe (japanisch 渡辺氏, Watanabe-shi) waren eine Familie des japanischen Schwertadels (Buke), die sich von den Saga-Genji ableitete. Ahnherr ist Watanabe no Tsuna (渡辺綱; 953–1025). Mit einem Einkommen von 13.000 Koku gehörten die zuletzt in Izumi (Präfektur  Osaka) residierenden Watanabe zu den kleineren Fudai-Daimyō der Edo-Zeit.

## Genealogie
- Yoshitsuna (吉綱; 1611–1668) wurde 1661 in den Daimyō-Stand erhoben und residierte in Nomoto[A 1] (Musashi).
- Mototsuna (基綱; 1665–1728), ein Neffe Yoshitsunas, wurde 1698 nach Ōbadera[A 2] (大庭寺) (Provinz Izumi) versetzt und 1727 nach Hakata[A 3] (伯太) (Izumi), wo er sich ein Festes Haus (jinya) baute. Letzter Daimyō war
- Noritsuna (登綱; 1694–1767), Sohn Mototsunas, mit dem Ehrentitel Bitchū no kami. Nach 1868 Vizegraf.